# Valdomiro
Pour le footballeur né en 1979, voir Valdomiro (football, 1979).
Valdomiro Vaz Franco, dit Valdomiro, est un footballeur brésilien né le 17 février 1946 à Criciúma (Brésil). Il jouait au poste d’attaquant avec SC Internacional et l’équipe du Brésil.

## Carrière

### En clubs
- 1965 - 1967 : Comerciário EC ( Brésil)
- 1968 - 1968 : Perdigão ( Brésil)
- 1968 - 1980 : SC Internacional  ( Brésil)
- 1980 - 1981 : Millionarios ( Colombie)
- 1982 - 1982 : SC Internacional  ( Brésil)

### En équipe nationale
Valdomiro a eu 23 sélections (5 non officielles) et a marqué 5 buts avec l’équipe du Brésil.
Il a participé à la coupe du monde de 1974 (cinq matches disputés).

## Palmarès
- Champion de l'État de Santa Catarina en 1968 avec Perdigão
- Champion de l'État du Rio Grande do Sul (10) en 1969, 1970, 1971, 1972, 1973, 1974, 1975, 1976, 1978, 1982 avec SC Internacional
- Champion du Brésil en 1975, 1976, 1979 avec SC Internacional

- Meilleur buteur de l'État du Rio Grande do Sul en 1971 et 1978
- « Ballon d'argent brésilien » en 1976